# 84.ª Brigada Mixta (Ejército Popular de la República)
La 84.ª Brigada Mixta fue una de las Brigadas Mixtas creadas por el Ejército Popular para la defensa de la Segunda República Española durante la guerra civil española. Estuvo presente en el Frente de Teruel y en la batalla por la toma de dicha ciudad, y en donde destacó la sublevación de algunas de sus unidades que acabó con 46 fusilados por "rebeldía" (ver circunstancias más abajo) y la posterior disolución de la unidad. No obstante, meses después volvió a crearse una unidad con la misma numeración que participó en las batallas del Segre y el Ebro.

## Historial

### Orígenes
La 84ª Brigada Mixta fue una de las unidades surgidas de la militarización Columna de Hierro en marzo de 1937. En este caso se trataba de las fuerzas situadas en sector Este del Frente de Teruel, constituidas por elementos anarquistas y soldados de los regimientos de guarnición en Valencia que formaban los batallones 333.º «Largo Caballero», 334.º «Azaña», 335.º «Temple y Rebeldía» y 336.º «Infantería». Para la instrucción de la unidad fue designado el comandante de infantería Leopoldo Ramírez Jiménez.

### Laprimera Brigada Mixta
Bajo la jefatura de Ramírez, la brigada quedó encuadrada en la 40.ª División del Ejército del Levante. Ramírez sería relevado una vez concluida su misión por el comandante de Infantería Miguel Ferrer Canet, (que ya había mandado el 2.º Batallón de la 82.ª Brigada Mixta). El mando de Ferrer fue corto, pues le sucedieron (hasta diciembre de 1937) el Comandante de carabineros Ángel Castaño Gutiérrez, y el Mayor de milicias Benjamín Juan Iseli Andrés, teniendo la Brigada unos 4 jefes en poco más de 8 meses. La unidad estuvo acantonada en el sector de Celadas del [Frente de Teruel durante todo el año 1937, contribuyendo al asedio al que se veía sometida la ciudad desde el comienzo de la guerra y no participó en operaciones de envergadura, a excepción de una fallida ofensiva de los republicanos en el mes de abril.
Para la Ofensiva republicana sobre Teruel en el mes de diciembre, integrada en la 40.ª División de Andrés Nieto Carmona, quedó encuadrada en el XX Cuerpo de Ejército, que debía llevar el esfuerzo principal de la ofensiva. El 14 de diciembre asaltó el Puerto de Escandón que logró conquistar el día 16. El día 19 avanzó hacia Teruel por la carretera de Sagunto-Teruel, después de ocupar Castellar y Castralvo, llegando a la capital turolense el día 21. Penetró en la ciudad, donde mantuvo duros enfrentamientos en terribles condiciones (especialmente por el extremo frío que se hizo presente en aquellos días) y ya el día de Nochebuena se encontraba asediando la Comandancia Militar que defendía el Coronel Rey d'Harcourt. El último día del año, junto a otras unidades republicanas, se retiró a las afueras de Teruel pero volvió a entrar en la ciudad el día de año nuevo de 1938, donde se mantuvo hasta la rendición de las últimas posiciones los días 7 y 8 de enero. Tras esto, la Brigada recibió un merecido permiso en la retaguardia después de largo tiempo de combates.
No obstante, iniciada la contraofensiva franquista, la unidad fue enviada a primera línea de combate el 17 de enero. Pero el día 19, cuando se le dio la orden de defender el cementerio turolense, estalló uno conflicto que terminaría con 46 brigadistas fusilados y el procesamiento de otros 60 miembros de la brigada. Un nuevo fracaso al asaltar la posición de El Muletón, el día 21, significó la sentencia definitiva: la 84.ª Brigada Mixta fue disuelta y sus restos fueron repartidos entre la 39.ª División.

#### LosSucesos de Rubielos de Mora

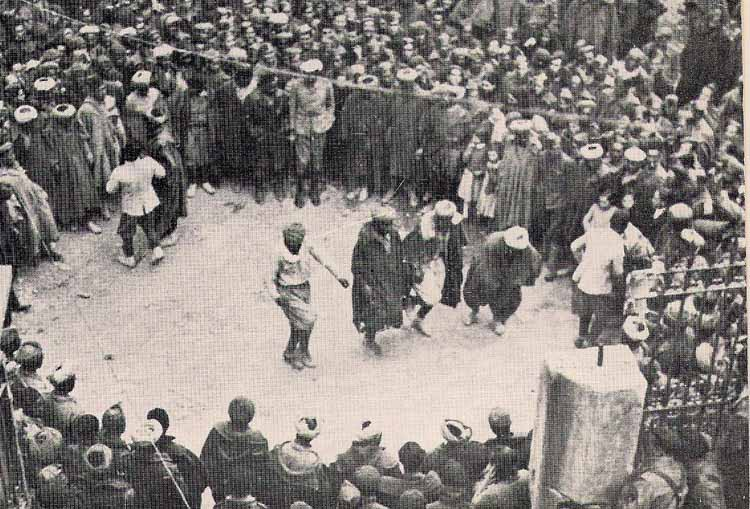
Tropas del bando sublevado festejando la toma de Rubielos de Mora en julio de 1938

Quizás uno de los hechos por los que es más conocida la 84.ª Brigada Mixta sea por los acontecimientos que tuvieron lugar en Rubielos de Mora en enero de 1938. 
En aquel momento (a mediados de enero de 1938), la Brigada acababa de obtener un merecido y deseado permiso en la localidad de Rubielos de Mora, un pueblo de la sierra de Gúdar-Javalambre. Muy reciente quedaba su destacada intervención en la conquista de Teruel, desarrollada durante 30 días en medio de unas condiciones de dureza extrema: un frío polar envolvió las luchas callejeras en la pequeña ciudad que resultaron una carnicería para la brigada, que al terminar la lucha tenía más de 600 bajas (más del 25% de los efectivos totales). Fueron los "héroes" inmortalizados por Robert Capa, acompañados por el escritor Ernest Hemingway y ensalzados el general valenciano Vicente Rojo.
Tras la rendición del jefe de la guarnición sublevada, el coronel Domingo Rey d'Harcourt, el 8 de enero de 1938, el mando republicano prometió un permiso a los "héroes de Teruel" que no se hará efectivo hasta el 16 de enero siguiente. La orden suponía su desplazamoiento a un convento de Rubielos de Mora, en una marcha de 56 kilómetros a pie, llegando la Brigada al lugar el día 17 de enero. En apenas 48 horas recibe la contraorden de volver al frente.
La contraofensiva franquista que estaba teniendo lugar por esas fechas obligó al mando republicano a echar mano de sus reservas y la 84.ª Brigada Mixta fue convocada para acudir de nuevo al frente, siendo llamada a intervenir en el Cementerio de Teruel el 17 de enero.
Ante esta decisión estalló el conflicto: los Batallones 1.º y 2.º, exhaustos, se negaron a seguir combatiendo y el 4.º batallón se negó a relevarlos. La rebelión fue sofocada con severidad. El teniente coronel Andrés Nieto Carmona, un miliciano que había sido alcalde socialista de Mérida, ideó formar a la brigada y preguntar (después de una arenga para volver al frente) que los que quisieran irse de permiso dieran un paso al frente y dejaran las armas para subir a los camiones e irse de permiso, ya que no iban a tener ninguna represalia; y esa misma madrugada del 20 de enero de 1938, 3 sargentos, 12 cabos y 31 soldados fueron fusilados en el paraje de Piedras Gordas, a tres kilómetros de Rubielos de Mora (donde a día de hoy siguen enterrados) y otros 60 miembros de la brigada quedaron a la espera de juicio. El comandante de la 40.ª División, Andrés Nieto, asumió la responsabilidad mientras que el comandante de la Brigada, Iseli, se inhibió. Este hecho contribuyó decisivamente a que unos días después la 84.ª Brigada Mixta fuese definitivamente disuelta y sus antiguos miembros, que habían pasado de milicianos ejemplares a individuos sospechosos y despreciables, fueron distribuidos por otras unidades.

### Segunda etapa
El 19 de abril de 1938, la «123ª A Brigada Mixta» fue renombrada como la antigua Brigada y quedó encuadrada en la 60.ª División del XVIII Cuerpo de Ejército. La unidad se hallaba acantonada en Vallfogona y sus mandos eran el Mayor de milicias Agustín Vilella Freixa, jefe de la misma; el Capitán de Milicias Benito García Freixas, jefe de Estado Mayor y Juan Soler Muñoz, comisario. La primera misión encomendada a la nueva brigada fue trasladarse a la cabeza de puente de Balaguer para cubrir el sector que iba de la carretera de Tárrega hasta el río Segre. Al comenzar la Ofensiva del Ebro, pronto se incorporó a los combates y quedó ocupando la primera línea frente a Villalba de los Arcos, en la zona entre Puebla de Masaluca y Cuatro Caminos. Aquí resistiría durante 8 días las embestidas de la contraofensiva franquista, hasta que tuvo que retirarse al Vértice Gaeta. El 21 de agosto finalmente perdió la posición y la Brigada quedó prácticamente deshecha. Ya a comienzos de septiembre fue retirada de la cabeza de puente y trasladada al Bajo Ebro, de guarnición en la orilla republicana.
Cuando el 5 de diciembre fue enviada a Ibars de Urgel ya tenía un nuevo jefe, el Mayor de milicias Luis de los Arcos Sáiz. Y aunque no hay datos de su actuación durante la campaña de Cataluña, con la caída de esta en febrero de 1939 la brigada se podía dar por disuelta.